# A Sense of Purpose
Albums de In Flames
Come Clarity
(2006) Sounds of a Playground Fading
(2011)
A Sense of Purpose est le neuvième album du groupe de death metal mélodique In Flames sorti en 2008.
Il fut enregistré à l'IF Studio par le groupe avec l'assistance de Daniel Bergstrand pour le chant. Il fut ensuite mixé par Toby Wright, qui a travaillé pour des groupes comme Slayer, Metallica ou Korn.

## Musiciens
- Anders Fridén - Chant
- Björn Gelotte - Guitare
- Peter Iwers - Basse
- Jesper Strömblad - Guitare
- Daniel Svensson - Batterie

## Titres
| No  | Titre                | Durée |
| --- | -------------------- | ----- |
| 1.  | The Mirror's Truth   | 3:02  |
| 2.  | Disconnected         | 3:37  |
| 3.  | Sleepless Again      | 4:12  |
| 4.  | Alias                | 4:53  |
| 5.  | I'm the Highway      | 3:46  |
| 6.  | Delight and Angers   | 3:41  |
| 7.  | Move Through Me      | 3:08  |
| 8.  | The Chosen Pessimist | 8:16  |
| 9.  | Sober and Irrelevant | 3:24  |
| 10. | Condemned            | 3:36  |
| 11. | Drenched in Fear     | 3:32  |
| 12. | March to the Shore   | 3:30  |

| 13. | Eraser     | 3:22 |
| 14. | Tilt       | 3:49 |
| 15. | Abnegation | 3:43 |

## Certifications
| Pays         | Certification |
| ------------ | ------------- |
| Suède (IFPI) | Or            |